# 86 centimeters
86 centimeters is een documentairefilm van de Nederlander Peter Jan van der Burgh en de Bhutaan Tseringh Gyeltshen uit het jaar 2011.
De documentaire gaat over Tashi en zijn vrienden die in 2009 naar het Thorthormimeer in Lunana reizen om Bhutan te behoeden voor een vloedgolf door een 'gletsjermeerleegloop'. Zo'n vloedgolf ontstaat wanneer een natuurlijke morenedam de stijgende waterspiegel van een gletsjermeer niet meer aan kan. Het kan uitdraaien op een ramp voor hele dorpen en steden in de valleien. Met blote handen, op grote hoogte en in ijskoud water vechten Tashi en zijn vrienden om de waterspiegel te verlagen door stenen te verslepen en te vergruizen. Ondertussen staat een paar dagmarsen verder de vrouw van Tashi op het punt van bevallen.
De film is op verschillende filmfestivals te zien geweest. De Nederlandse première was op 19 januari 2013 tijdens het Dutch Mountain Film Festival.